# ژانگ لی (بازیکن والیبال)
ژانگ لی (انگلیسی: Zhang Lei؛ زادهٔ ۱۱ ژانویهٔ ۱۹۸۵) بازیکن والیبال زن اهل چین است. وی در بازی‌های المپیک تابستانی ۲۰۱۲ شرکت کرده‌است.